# Pritha sundaica
Pritha sundaica är en spindelart som först beskrevs av Kulczynski 1908.  Pritha sundaica ingår i släktet Pritha och familjen Filistatidae. Inga underarter finns listade i Catalogue of Life.